# 杜颖
杜颖（1942年11月—），女，安徽当涂人，中华人民共和国政治人物，曾任甘肃省政协副主席，中共甘肃省委统战部部长，甘肃省人大常委会副主任，第六届全国人大代表，第九届全国政协委员。